# Villadangos del Páramo
Villadangos del Páramo település Spanyolországban, León tartományban. Lakosainak száma 1235 fő (2024).

## Földrajza
Villadangos del Páramo Valverde de la Virgen, Chozas de Abajo, Bustillo del Páramo, Santa Marina del Rey és Cimanes del Tejar községekkel határos.

## Népesség
A település lakosságának változását az alábbi diagram mutatja:
| Lakosok száma | 1016 | 1018 | 1102 | 1141 | 1111 | 1100 | 1106 | 1132 | 1221 | 1235 |
|               | 2001 | 2004 | 2007 | 2009 | 2012 | 2014 | 2017 | 2019 | 2022 | 2024 |